# Mogot

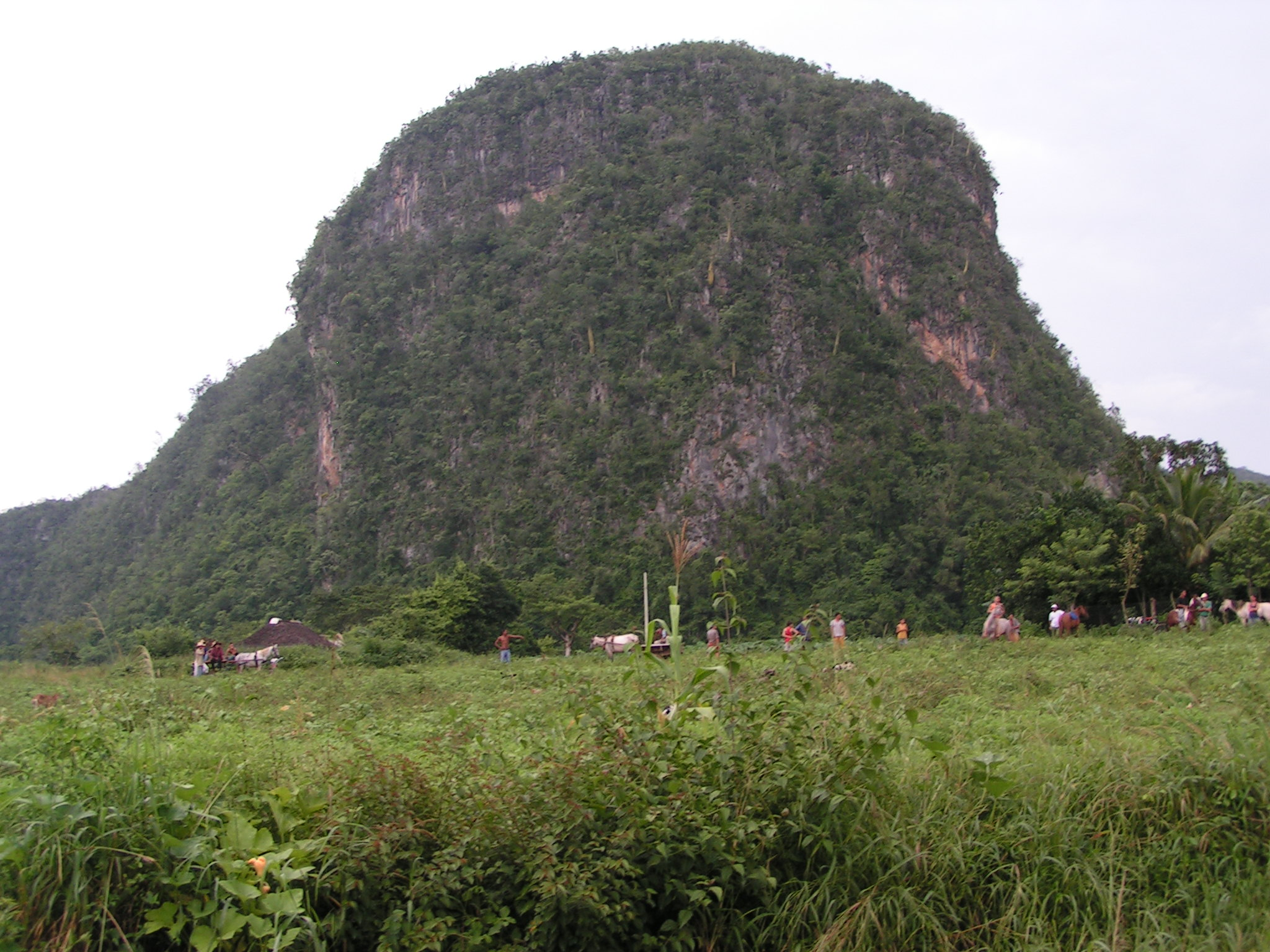
Osamocený mogot v údolí Viñales na Kubě

Mogot je charakterizován jako výrazný izolovaný vrch ve tvaru štíhlého kužele, věže nebo homole, vystupující nad rovinu. Mogoty mají příkré skalní stěny se zaoblenými vrcholy a jsou tvořené vápenci a mramory (karbonátovými horninami). Obvykle dosahují výšky několika desítek metrů, více než 100 metrů bývají vysoké jen výjimečně. Jsou to tvary typické pro kras tropického a subtropického podnebí, které vznikly intenzívní nerovnoměrnou korozí karbonátových hornin. Mogoty bývají často prostoupeny krasovými dutinami a jeskyněmi v několika úrovních. Stěny těchto vyvýšenin jsou těžko dostupné a proto se na nich vyvinula jedinečná fauna a flóra.

## Výskyt
Název „mogot“ ze španělského mogote, tj. „kupa“ nebo „hromada“, pochází z Kuby, kde se tyto skalní tvary vyskytují například v provincii Pinar del Rio v pohoří Sierra de los Organos.

### V českých zemích
Na území ČR se nachází několik mogotů, tvořených devonskými vápenci, například v okolí Supíkovic (NPP Na Špičáku) a v Hranickém krasu, kde jsou ovšem téměř celé překryté sedimenty z miocenní mořské záplavy. (Podobné fosilní mogoty z teplejšího třetihorního období lze nalézt i v Polsku).

### Ve světě
Mogoty se nacházejí na nejrůznějších místech světa -   od  Kuby až po Filipíny. Tyto krasové tvary jsou známy především z oblasti tropů a subtropů. Jako příklady lze uvést mogoty ve filipínské provincii Palawan, v čínské prefektuře Kuej-lin a provincii Jün-nan nebo ve vietnamské zátoce Ha Long v Tonkinském zálivu. Na opačné straně zeměkoule se kromě již zmíněné Kuby mogoty vyskytují také například v oblasti Malých Antil nebo na území Mexika.

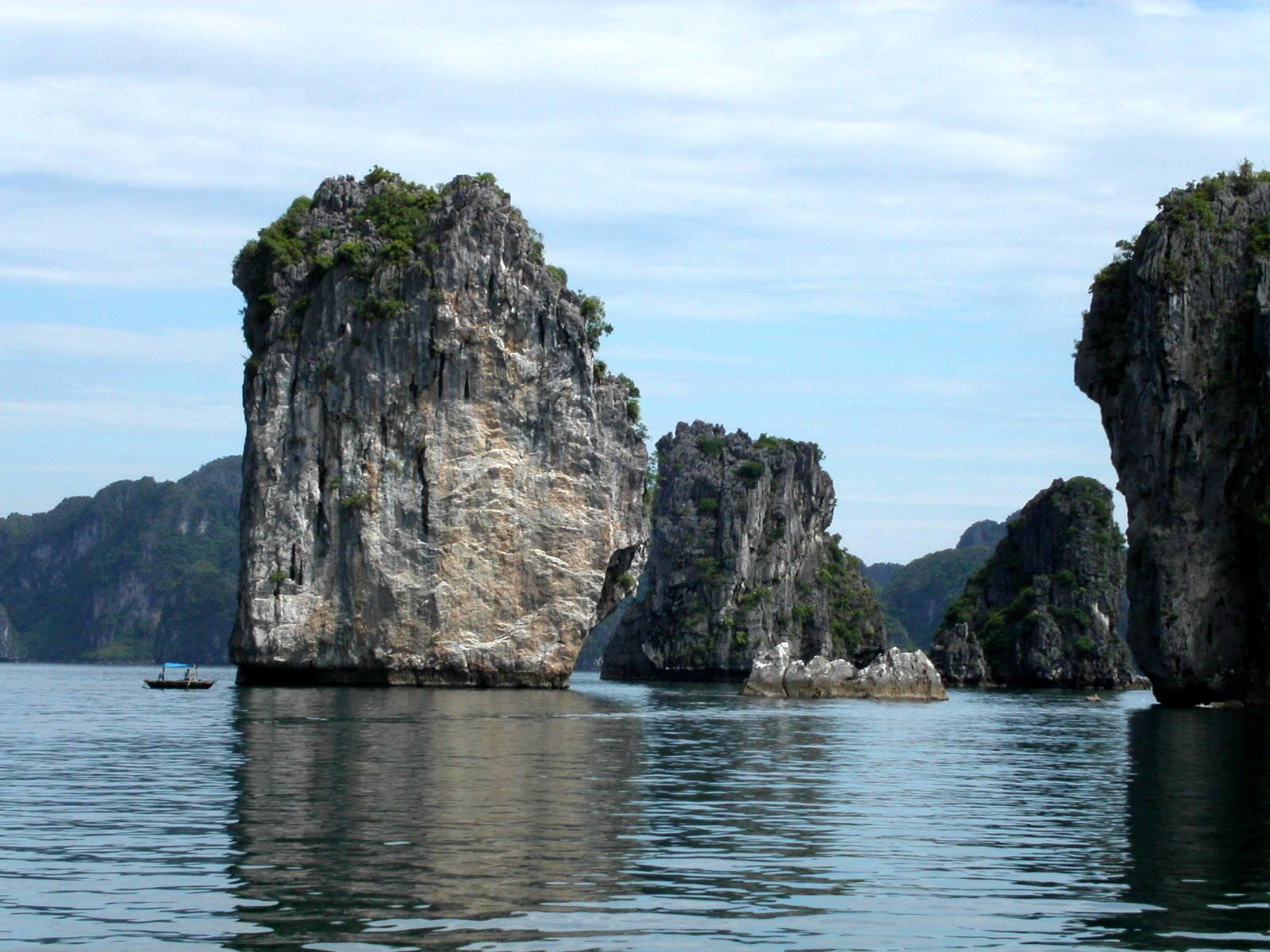
Mogoty v zátoce Ha Long (Vietnam)
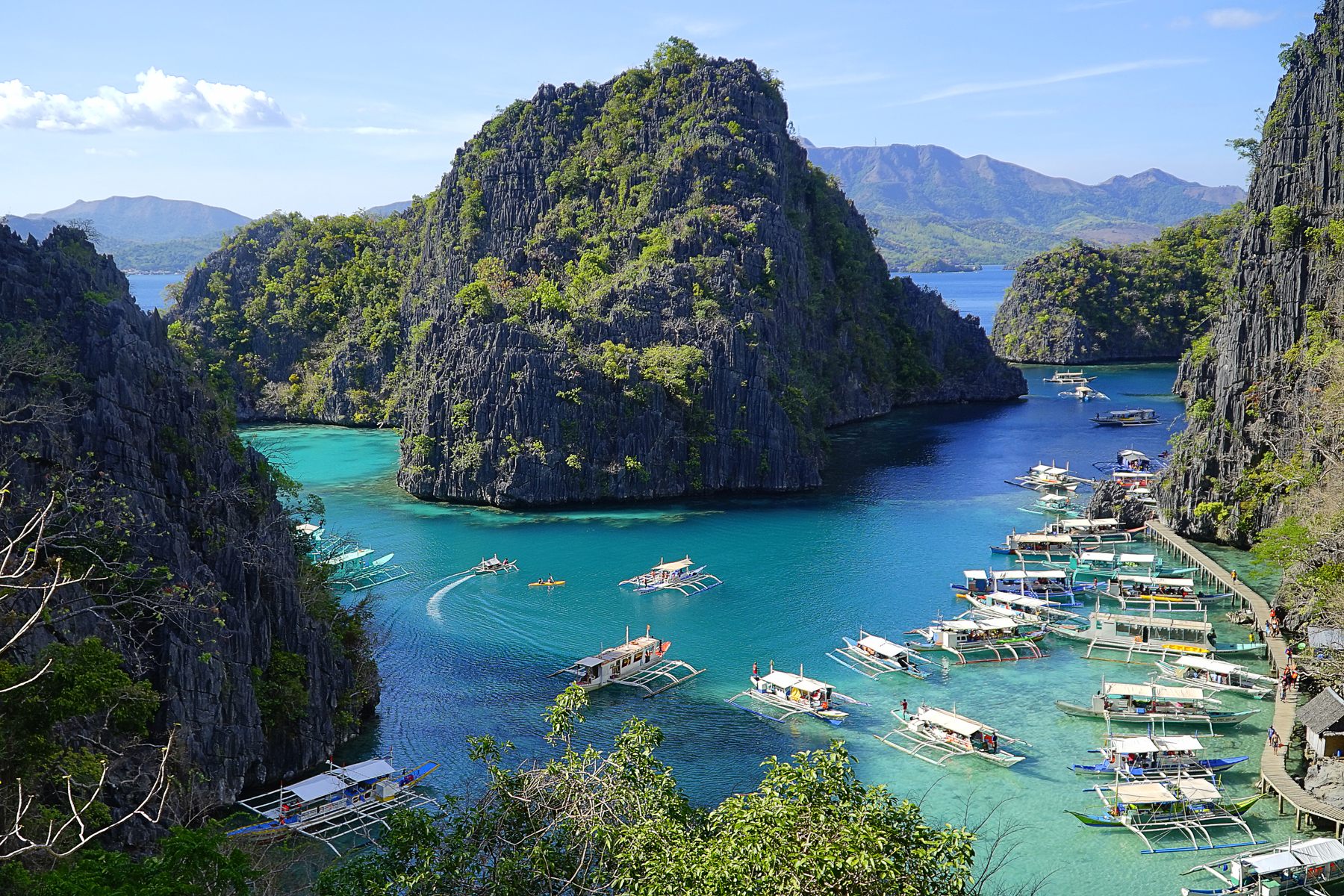
Jezero Kayangan na ostrově Coron, provincie Palawan (Filipíny)
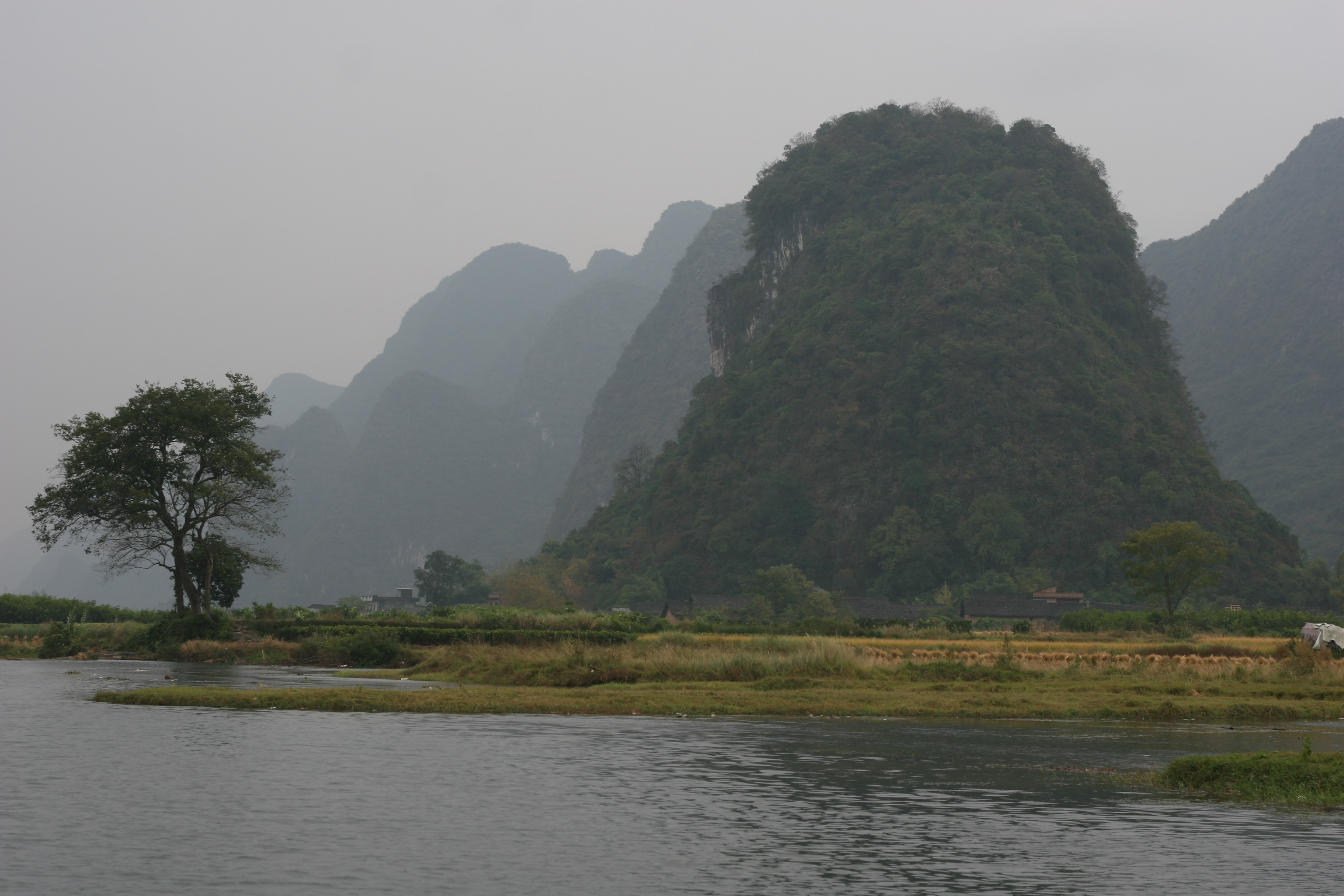
Mogoty v prefektuře Kuej-lin (Čínská lidová republika)
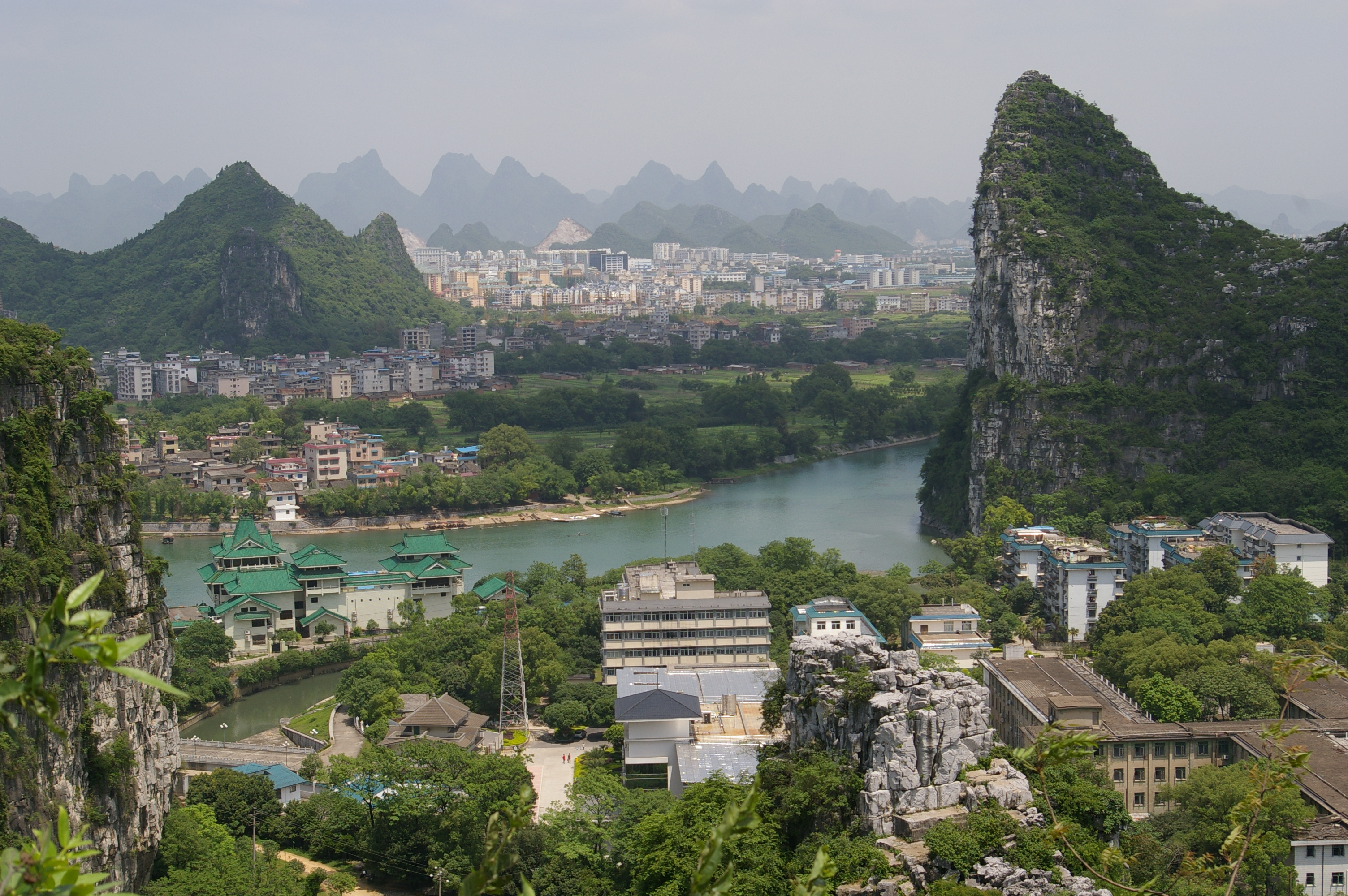
Město Kuej-lin na řece Li (Li-ťiang)